# نبرد سرمین
نبرد سرمین (انگلیسی: Battle of Sarmin) که با نام نبرد تل دنیث که در ۱۴ سپتامبر ۱۱۱۵ به وقوع پیوست که نیروهای صلیبی به رهبری راجر سالرنو، ارتش ترکان را به رهبری برسق بن برسق همدان غافلگیر کردند تا این نبرد با پیروزی صلیبیون به پایان برسد. پیروزی صلیبیون در این نبرد باعث شکسته‌شدن محاصره ادسا و پیشروی و تصرف مناطق ارمنی‌نشین توسط کنت‌‌نشین ادسا شد.